# Dorsal Pacífic-Kula
La dorsal Pacífic-Kula és una dorsal oceànica extinta que existí entre les plaques tectòniques del Pacífic i de Kula a l'oceà Pacífic a principis del període Terciari. La serralada s'estenia en ambdós sentits est i oest, i la serralada submarina Hawaii-Emperador hi és atribuïda. La dorsal Kula-Farallon romangué al sud del punt calent de Hawaii al voltant de 80 milions d'anys enrere, movent-se progressivament cap al punt calent.